# Miltomiges cinnamomea
Miltomiges cinnamomea är en fjärilsart som beskrevs av Herrich-Schäffer 1869. Miltomiges cinnamomea ingår i släktet Miltomiges och familjen tjockhuvuden. Inga underarter finns listade i Catalogue of Life.